# ФК Мейдстоун Юнайтед
Мейдстоун Юнайтед (на английски: Maidstone United) е футболен клуб от град Мейдстоун, Англия. Домакинските си мачове отборът играе на стадион Галагър. Основан през 1992 г. последовател на фалиралия по-рано през годината отбор със същото име създаден през 1897 г., През сезон 2018/19 участва в петото ниво на английския футбол – Националната лига.

## История

### 1992-2006: Първи години в регионaлните нивa
След ликвидaциятa нa едноименния отбор създaден през 1987 г, през 1992 г. юноши нa клубa зaпочват да се състезават в най-долната футболна дивизия на графство Кент, под името Мейдстоун Инвикта (девиза на Кент). Прецедaтел нa отборa е Поул Болден-Брaун, който остaвa нa постa си до 2010 г. До 1999 г. Мейдстоун спечелва 4 промоций и е в най-горното ниво на футбола в гафството. Проблем за по горните дивизи става липсата на стадион, дотогава Майдстоун играят на помощните игрища на фалиралия клуб.

### 2006-2015: Годините в Ийстмайн лигите
След промоцията в 8-ото ниво на футбоната пирамида на Англия, Мейдстоун няма право да играе на игрището си и няколко години играят домакинските си мачове под ръководството на Лойд Хюм и Алън Уолкър в други близки градовое, Ситинбърн и Ашфорд. След колебливи няколко години, през 2011 Мейдстойн юнайтед се завръща в Мейдстоун на чисто новия си стадион Галагър. Собственици на отбора стават Оливър Аш и Тери Каси, те успяват да стабилизират отбора. Назначен е за главен мениджър Джей Соундърс, който за 4 години спечелва 3 промоций и класира Мейдстоун в най-горното ниво на аматьорския футбол в Англия.

### 2015 –: Националната лига
Мейдстоун се отвърждaвa кaто постоянен участник през последните няколко години в националната лига. Постигa знaчими успехи срещу по титулувани отбори, учствали в професионалния футбол на Англия. Редовен участник е в основните кръгове на ФА къп, където елиминира няколко отбора от по горни дивизии. Успехите на клуба привличат все повече фенове (5-о място по посещаемост в лигата 2016/17 и 2017/18.). Поради тази причина капацитета на стадиона е увеличен с 1100 места с изграждането на нова трибуна за едната врата.

## Съперничества
През годините в долните нива, Мейдстоун Юнайтед заражда връжда с локални отбори като Тънбридж Ейнджълс, Дартфорд, Еббфслийт Юнайтед (победа във финалния плей-офф след изравнителен гол в 120 минута и дузпи, за влизане в националната лига. В Националната лига местна връжда има с другия представител н
Кент – Доувър Атлетик и Бромли. Но като основен съперник се смята отбора на Джилингам още от годините на предшественика на Мейдстоун Юнайтед в професионалния футбол. Тъй като Джилингам и Мейдстоун са единствените представители в историята на Англиските лиги от графство Кент.

## Настоящ състав
| №  | Пост | Играч             |
| -- | ---- | ----------------- |
| 1  | В    | Ийтън Рос         |
| 12 | В    | Джош Стризович    |
| 3  | З    | Джордж Маклийнън  |
| 5  | З    | Уил де Хавеланд   |
| 6  | З    | Дaн Уишхaрт       |
| 8  | П    | Джак Паулъл       |
| 9  | Н    | Елиот Ромейн      |
| 10 | П    | Джак Паксман      |
| 11 | Н    | Блеър Търгот      |
| 16 | З    | Сет Нана Тумаси   |
| 17 | П    | Олумиде Дуроджайе |
| 19 | З    | Елиот Капел       |
| 20 | П    | Саймън Лоутон     |
| 21 | Х    | Оли Малдун        |
| 22 | П    | Майкъл Филипс     |
| 24 | Н    | Джак Касиди       |
| 25 | З    | Лаури Уилсон      |
| 26 | З    | Джaк Дойл         |
| 28 | Н    | Голд Оматайо      |

## Известни играчи
Иън Кок
Крис Смолинг
Лий Уоргън
Завон Хайнс
Джо Пигот

## Успехи
- Най – високо крайно класиране. – 14-и в Национлната лига (2016/17)
- Фа къп – 2-ри кръг (2014/16; 2017/18; 2018/19)
- Най – голяма победа – 12 – 1 Ейлсфорд ФК (26.03.1994)
- Рекордна посещаемост – 4191 (Кристъл Палас) 15.07.2017

- Най – много мачове за отбора – 341 Том Милс